# التصنيفات الدولية للوكسمبورغ
تتضمن هذه المقالة التصنيفات الدولية لـ لوكسمبورغ:

## التصنيفات الاقتصادية
- صندوق النقد الدولي: دخل الفرد حسب تعادل القدرة الشرائية (2009) - حلت لوكسمبورغ في المرتبة الأولى من بين 182
- برنامج الأمم المتحدة الإنمائي: مؤشر التنمية البشرية (2010) - حلّت لوكسمبورغ في المرتبة 24 من 169
- استطلاع جالوب العالمي: السعادة (2009) - حلت لوكسمبورغ في المرتبة 28 من بين 155
- المنتدى الاقتصادي العالمي: تقرير التنافسية العالمية (2010-2011) - حلّت لوكسمبورغ في المرتبة 20 من بين 133 دولة.

## التصنيفات العسكرية
- معهد الاقتصاد والسلام: مؤشر السلام العالمي (2010)[1] - حلت لوكسمبورغ في المرتبة 7 من 149

## التصنيفات السياسية
- منظمة الشفافية الدولية: مؤشر مدركات الفساد (2010) - حلّت لوكسمبورغ في المرتبة 11 من 178
- مراسلون بلا حدود: تصنيف حرية الصحافة (2010) - حلّت لوكسمبورغ في المرتبة 14 من أصل 178
- الإيكونوميست: مؤشر الديمقراطية (2008) - حلّت لوكسمبورغ في المرتبة التاسعة من بين 167

## التصنيفات التكنولوجية
- المنظمة العالمية للملكية الفكرية: مؤشر الابتكار العالمي 2024، حلت لوكسمبورغ في المرتبة 20 من بين 133 دولة [2]